# Shuanghe (socken i Kina, Sichuan, lat 30,09, long 103,28)
Shuanghe (kinesiska: 双河乡, 双河) är en socken i Kina. Den ligger i provinsen Sichuan, i den sydvästra delen av landet, omkring 98 kilometer sydväst om provinshuvudstaden Chengdu.
Genomsnittlig årsnederbörd är 1 442 millimeter. Den regnigaste månaden är juli, med i genomsnitt 387 mm nederbörd, och den torraste är januari, med 12 mm nederbörd.